# Area metropolitana di Myrtle Beach

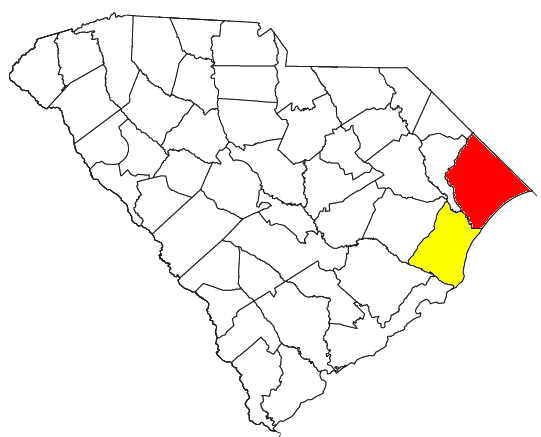
Area metropolitana di Myrtle Beach

L'area metropolitana di Myrtle Beach (anche conosciuta come area statistica Myrtle Beach-Conway-North Myrtle Beach) è una area statistica metropolitana dello United States Census consistente della contea di Horry in Carolina del Sud. L'area metropolitana più ampia include anche la contea di Georgetown, sempre nella Carolina del Sud. Dal 2013 al 2023 la contea di Brunswick nella Carolina del Nord era anch'essa inclusa nell'area; nel 2023 fu invece spostata nell'area metropolitana di Wilmington, dove si trovava in origine prima del 2013. Le principali città della regione, in ordine di popolazione, sono Myrtle Beach, Conway, North Myrtle Beach e Georgetown.

## Area metropolitana
| Contea               | Popolazione al 2021 | Censimento del 2020 | Var.  |
| -------------------- | ------------------- | ------------------- | ----- |
| Contea di Horry      | 365 579             | 351 029             | 4,14% |
| Contea di Brunswick  | 144 215             | 136 693             | 5,50% |
| Contea di Georgetown | 63 921              | 63 404              | 0,82% |
| Totale               | 573 715             | 551 126             | 4,10% |

### Maggiori città
| Pos. | Città                | Contea     | Pop. al 2021 | Pop. al 2020 | Var.   |
| ---- | -------------------- | ---------- | ------------ | ------------ | ------ |
| 1    | Myrtle Beach         | Horry      | 37 100       | 35 682       | 3,97%  |
| 2    | Leland               | Brunswick  | 25 974       | 22 908       | 13,38% |
| 3    | Conway               | Horry      | 23 119       | 24 849       | 6,96%  |
| 4    | North Myrtle Beach   | Horry      | 19 485       | 18 790       | 3,70%  |
| 5    | Oak Island           | Brunswick  | 8 878        | 8 396        | 5,74%  |
| 6    | Georgetown           | Georgetown | 8 333        | 8 403        | 0,83%  |
| 7    | St. James            | Brunswick  | 6 913        | 6 529        | 5,88%  |
| 8    | Boiling Spring Lakes | Brunswick  | 6 168        | 5 943        | 3,79%  |
| 9    | Carolina Shores      | Brunswick  | 4 763        | 4 588        | 3,81%  |
| 10   | Surfside Beach       | Horry      | 4 253        | 4 155        | 2,36%  |

## Demografia
| Anno | Popolazione | Var.   | Contee             |
| ---- | ----------- | ------ | ------------------ |
| 1970 | 69 992      | —      | Horry e Georgetown |
| 1980 | 101 419     | 44,90% | Horry e Georgetown |
| 1990 | 144,053     | 42,04% | Horry e Georgetown |
| 2000 | 196 629     | 36,50% | Horry e Georgetown |
| 2010 | 329 449     | 67,50% | Horry e Georgetown |